# Lonnerstadt
Lonnerstadt er en købstad (markt) i Landkreis Erlangen-Höchstadt i Regierungsbezirk Mittelfranken i den tyske delstat Bayern. Den er en del af Verwaltungsgemeinschaft Höchstadt an der Aisch. Byen ligger ved floden Weisach, der er en biflod til Aisch.

## Bydele
- Ailsbach
- Fetzelhofen
- Lonnerstadt
- Mailach

## Geografi
Nabokommuner er (med uret fra nord):

Wachenroth, Höchstadt an der Aisch, Uehlfeld, Vestenbergsgreuth